# Coyoacán
För andra betydelser, se Coyoacán (olika betydelser).

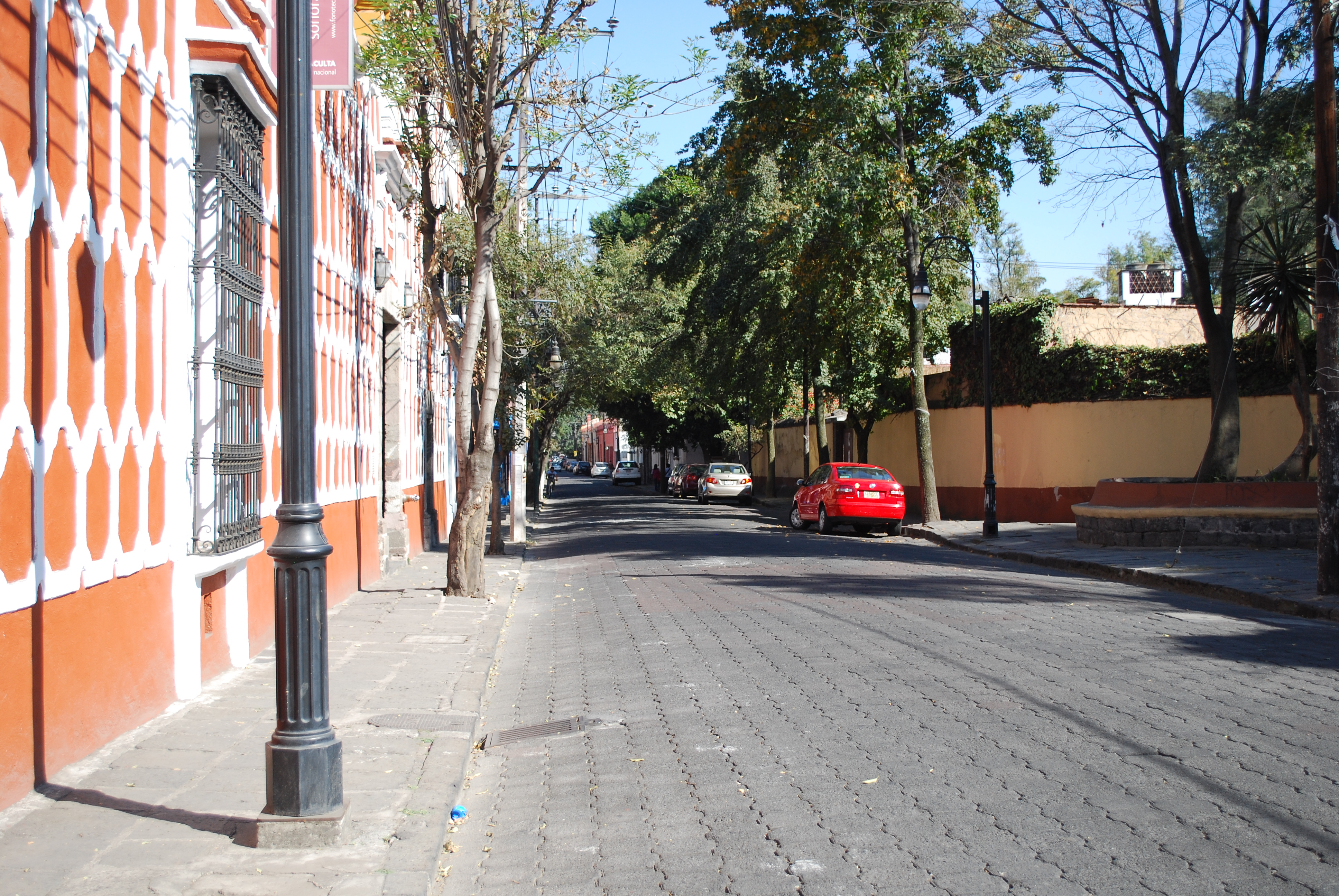
En gata i Coyoacán.

Coyoacán är en stadsdel och ett av 16 distrikt i Mexico City. strax söder om centrala Mexico City och norr om Xochimilco samt med Tlalpan till öster. Coyoácan var en lydkungarike under Aztekerna. Namnet kommer från nahuatl och betyder sannolikt "hem för prärievargar".

## Historia
Coyoácan var den första spanska bosättningen efter erövringen från Aztekerna (den 13 augusti 1521). Hernán Cortés inrättade sitt högkvarter här tills 1523. Efter att Mexiko intogs av spanjorerna blev Coyoacán ett populärt område för de mer bemedlade.

## Området
I Coyoácan finns många äldre byggnader, parker och natur. Genom centrum går Río Churubusco. Hernán Cortés gamla sommarpalats är numera folkbokföringskontor. Museo de las Intervenciones, med historia över erövringstågen mot Mexiko samt flera museer över kända invånare finns här. Konstnärer är vanliga i Coyoacán och La Esmeranda är en av konstinstitutets institutioner (Instituto Nacional de las Bellas Artes). 

## Kända personer från eller boendes i Coyoacán
- Adolfo Aguilar Zínser
- David Alfaro Siqueiros
- Lola Beltran
- Diana Bracho
- Luis Buñuel
- Wojciech Cejrowski
- Hernán Cortés
- Pedro de Alvarado
- Dolores del Río
- Miguel de la Madrid Hurtado
- Miguel Ángel de Quevedo
- Lila Downs
- Laura Esquivel
- Emilio (El Indio) Fernández
- Adolfo Gilly
- Jorge Ibargüengoitia
- Frida Kahlo
- Diego Luna
- Marina (La Malinche)
- Miguel Moreno Arreola
- Salvador Novo
- Zelia Nuttall
- Sergio Pitol
- Diego Rivera
- Carlos Salinas de Gortari
- Soberano Jr.
- Benjamin Travers
- Lev Trotskij